# (84919) Karinthy
(84919) Karinthy ist ein Asteroid des mittleren Hauptgürtels. Er wurde am 3. November 2003 von dem ungarischen Amateurastronomen Krisztián Sárneczky und dem ungarischen Astronomen Szabolcs Mészarós am Piszkéstető-Observatorium (IAU-Code 561) im nordungarischen Mátra-Gebirge im Auftrag des Budapester Konkoly-Observatoriums entdeckt.
Mittlere Sonnenentfernung (große Halbachse), Exzentrizität und Neigung der Bahnebene des Asteroiden entsprechen grob der Dora-Familie, einer Gruppe von Asteroiden, die nach (668) Dora benannt ist.
(84919) Karinthy wurde am 22. Januar 2008 nach dem ungarischen Schriftsteller Frigyes Karinthy (1887–1938) benannt.